# 安妮塔·布林
安妮塔·布林（Anita Briem，1982年5月29日—），冰岛女演員， 因饰演电视剧《都鐸王朝》简·西摩与饰演电影《地心冒險》漢娜·阿什蓋尔森而聞名。 為演藝界少數出生于冰岛並為冰島人民族。

## 外部連結
- 安妮塔·布林在互联网电影资料库（IMDb）上的資料（英文）